# Chiclayói egyházmegye
A Chiclayói egyházmegye (latinul: Chiclayen(sis)) egy római katolikus egyházmegye, a Piurai főegyházmegye szuffragán egyházmegyéje, a Piurai egyháztartományban, Peru északnyugati részén. Püspöki székesegyháza a Szűz Mária-székesegyház Chiclayo városában. Ez XIV. Leó pápa (Robert Francis Prevost) egykori szolgálati helye is.

## Történelem
A Chiclayói egyházmegyét 1956. december 17-én alapították Cajamarcai Egyházmegye és Trujillo Főegyházmegye néven. 1963. április 17-én területének egy részét elvesztette, hogy megalakuljon a Chotai területi Prelatúra.

## Püspökök
- Daniel Figueroa Villón püspök (1956. december 17. – 1967. január 30.), korábban Parnassus megbízott püspöke és Arequipa segédpüspöke, Peru (1945. április 12. – 1946. szeptember 22.), Huancayo püspöke, Peru (1946. szeptember 22. – 1946. december 57.)
- Luis Sanchez-Moreno Lira segédpüspök (1961. április 30. – 1968. április 26.), Nilopolis megbízott püspöke (1961. április 30. – 1978. január 10.), Yauyos püspöke-prelátusa (Peru) (április 6. 26. – 9. április 6. – 9.). 1996. március – 2003. november 29.)
- Ignacio Maria de Orbegozo y Goicoechea püspök (1968. április 26. – 1998. május 4.), korábban Yauyos püspöke-prelátusa (1957. április 12. – 1968. április 26.), Ariassus címzetes püspöke (1963. október 29. – 1998. április 26.)
- Jesus Moliné Labarte püspök (1998. május 4. – 2014. november 3.), korábban Chiclayo koadjutor püspöke (1997. február 8. – 1998. május 4.)
- Robert Francis Prevost OSA püspök (2015. szeptember 26. – 2023. január 30.), később XIV. Leó pápa. Apostoli adminisztrátor (2014. november 3. – 2015. szeptember 26.)
- Guillermo Antonio Cornejo Monzon püspök (apostoli adminisztrátor 2023. április 12. és 2024. február 14. között), Decoriana megbízott püspöke és Lima segédpüspöke (2021. február 10-e óta)
- Edgardo Farfan Córdova püspök (2024. február 14-től), korábban Chuquibambilla apostoli adminisztrátora (2018. április 24-től 2025. április 8-ig)

## Koadjutor püspök
- Jesus Moline Labarte (1997-1998)

## Segédpüspök
- Luis Sanchez-Moreno Lira (1961–1968), Yauyos prelátusa

## Az egyházmegye többi papja, akik püspökök lettek
- Marco Antonio Cortez Lara, Tacna és Moquegua koadjutor püspökévé nevezték ki
- Hector Eduardo Vera Colónt Ica püspökévé nevezték ki 1845-ben.

## Szomszédos egyházmegyék
- Piurai főegyházmegye (északnyugat)
- Chulucanasi egyházmegye (északkelet)
- Chotai területi prelatúra (kelet)
- Cajamarcai egyházmegye (délkelet)